# Шланіт

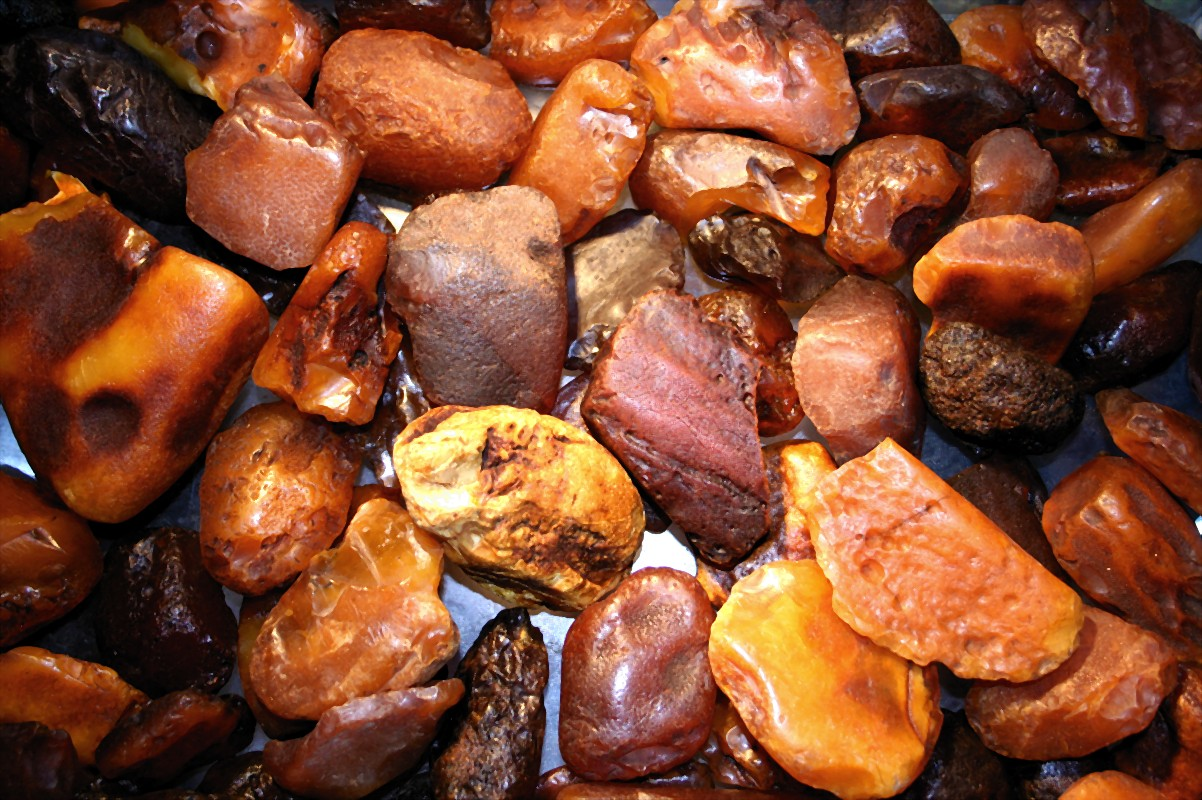
Різновиди бурштину.

Шланіт (рос. шланит, англ. schlanite, нім. Schlanit m) – бурштиноподібна викопна смола. Зустрічається у кам’яному вугіллі Чехії. Назва – J.D.Dana, 1898. Син. – антракоксен (A.E.Reuss, 1856). 

## Інтернет-ресурси
- schlanite. mindat.org [Архівовано 16 березня 2016 у Wayback Machine.]
- Amber Etymology [Архівовано 24 жовтня 2013 у Wayback Machine.]
- 18.000 Naturstein-Abbildungen. Beschreibung, technische Daten, Verlege- und Pflegehinweise, Bruchbetreiber, Großhändler [Архівовано 3 січня 2014 у Wayback Machine.]